# Placonotus zimmermanni
Placonotus zimmermanni är en skalbaggsart som först beskrevs av Leconte 1854.  Placonotus zimmermanni ingår i släktet Placonotus och familjen ritsplattbaggar. Inga underarter finns listade i Catalogue of Life.